# Schorsch Seitz
Schorsch Seitz (* 1952 in Elversberg als Georg Seitz) ist ein deutscher Mundart-Entertainer und Autor aus dem Saarland.

## Leben
Schorsch Seitz ist Sohn einer Lehrerin und eines Bergmanns und war in seiner Jugend Gitarrist in Rockbands. Nach einem Studium war er einige Jahre als Kunsterzieher tätig. Ab 1977 wurde er zusammen mit Volker C. Jacoby als Kabarett-Duo Jacoby & Schorsch aktiv, mit dem er drei Alben veröffentlicht hatte. Ab 1987 wurde er als musikalischer Leiter beim Jugendtheater Überzwerg tätig. 1988 und 1989 erschienen die beiden Hörspiele Lyoner I antwortet nicht und Lyoner II hat keine Grenzen, welche er zusammen mit Gerhard Bungert für den Saarländischen Rundfunk schrieb. 1989 komponierte er zusammen mit Jürgen Wolter den Abspanntitel der Serie Peter Strohm, He’s a Man gesungen von Mandy Winter, welcher in den deutschen Charts Platz 35 und in Österreich Platz 30 erreichte.
Seit Anfang der 1990er Jahre ist Schorsch Seitz als Solo-Entertainer unterwegs. In kleinen Nebenrollen war er in einigen Folgen der Serie Familie Heinz Becker zu sehen. Seit 1997 tritt er jeweils bei der Fernsehsitzung der Karnevalsgesellschaft M’r Sin nit so auf und war viele Jahre an Weihnachten im Theater Blauer Hirsch in Saarbrücken-St. Arnual zu sehen.

## Filmografie (Auswahl)
- 1993–1996: Familie Heinz Becker (Fernsehserie, 3 Folgen)
- 2006: Tatort: Aus der Traum

## Diskografie (Auswahl)
- 1992: Ich mach mir nix aus Kaviar
- 1997: Es Beschde
- 1998: Live
- 2000: Im Theater Blauer Hirsch
- 2007: Wir sind Saarland
- 2007: Dudo vorne, Maxi-CD
- 2013: Sex & Drugs & Rock`n`Rollator

## Bücher
- Es war emool... : märchenhafte Geschichten aus dem Saarland, Taschenbuch-Reihe Das Saarland erzählt Nr. 02, Lehnert Verlag, Saarbrücken 1996, ISBN 978-3-926320-49-0.
- Pfälzer Witze, Lehnert Verlag, Saarbrücken 1997, ISBN 978-3-926320-66-7.
- mit Charly Lehnert: Lieder & Leute aus dem Saarland, Lehnert Verlag, Saarbrücken 1999, ISBN 978-3-926320-59-9.
- Das saarländische Schwenker Buch, Lehnert Verlag, Saarbrücken 2001, ISBN 978-3-926320-72-8.